# 雪だるま小包
雪だるま小包（ゆきだるまこづつみ）は、早来郵便局（現在の早来雪だるま郵便局）の局長によって発案されたふるさと小包（後にゆうパックでの発送となっている）である。

## 概要
雪だるまの形をした発泡スチロールに雪と目鼻用の木炭（後にプラスチック製となっている）を詰めて発送するふるさと小包である。基本的には町内の雪を使用するが、暖冬で原料の雪が不足した際には夕張市や岩見沢市、長沼町産の雪も使用していた。発送先は雪の降らない沖縄県が圧倒的に多く、次いで東京都や大阪府などが多くなっていた。
製造販売の中止時点では郵便局から真保生紀（しんぼ せいき、雪だるま小包を発案した当時の局長）を中心とする有志による任意団体「ハヤキタユキダルマカイ」に製造販売が引き継がれており、団体メンバーが町内のグラウンドや牧場に積もった雪を容器に詰めたものを郵便局裏手の倉庫に保管して、注文があり次第ゆうパックで発送していた。しかし、2018年（平成30年）9月6日に発生した胆振東部地震の影響で販売を中止して以降販売は行われていない。

## 歴史
雪だるま小包を考案した局長である真保生紀は追分町出身であったが東京の大学を卒業して以降、関東で勤務しており、めったに雪の降らない東京で雪が降った時に子供たちが大喜びで泥だらけの雪だるまを作っているのを見て、いつかふるさとである北海道の雪を雪が降らない地域の人たちに届けたいと思うようになっていた。1985年（昭和60年）に早来郵便局の局長に就任した真保は、このアイデアを雪だるま小包として形にし、北海道郵政局に提案した。なかなか許可が下りなかったが、粘り強い交渉の結果1986年（昭和61年）12月より東京23区限定で雪だるまの速達小包での発送が実現した。これが好評であったことから翌年の1987年（昭和62年）には全国発送が開始され5500個を売り上げた。その後も雪だるま小包は好評であり、年間2000から3000個ほどを安定的に売り上げた。1990年（平成2年）にはふるさと小包の新商品として「人生遊木（ゆき）だるま」と名付けた立体パズルの販売も開始している。
1990年代に入ると早来町でも広報誌や観光協会のポスター、下水道のマンホールの蓋や町内の案内板に雪だるまを採用するなど郵便局と連携して雪だるまを用いた町おこしを展開するようになった。また、1994年（平成6年）正月分の北海道地方版お年玉つき年賀はがきのモチーフにも早来郵便局の雪だるまが選ばれた。
1993年（平成5年）に庁舎を建て替える際には屋根の上の2mの雪だるまや白い雪だるまポストを設置。雪だるま小包同様になかなか許可が下りなかったものの、粘り強い交渉によって認可を得た。1996年（平成8年）には真保が約500万円をかけ自費で郵便局の敷地内に「雪ダルマ郵便小包発祥の地碑」を建立し、10月8日に除幕式を行った。
ところが2007年（平成19年）10月の郵政民営化によってふるさと小包の対象がクーリングオフ適応外の食品のみとなったことでゆうパックでの発送となった。これによって例年のようなPRができず、民営化後の雪だるま小包は年間1000個台に落ち込んでしまった。2010年（平成22年）2月に地域限定でふるさと小包扱いが復活し、以降胆振総合振興局管内の郵便局窓口に限り雪だるま小包の注文が受けられるようになったが、以前の販売数ほどの回復とまではならなかった。なお、郵政民営化後初となる食品以外のふるさと小包であった。
2013年（平成25年）から2014年（平成26年）には設備改修が必要となったことから新規注文の受付を休止していたが、2015年（平成27年）に冷凍設備の改修工事が終了したことで再び受付を再開している。2016年（平成28年）からは海外旅行者向けに手荷物として持ち帰れるミニサイズの雪だるまを新たに製作している。
安平町では雪だるまを用いたブラジルとの交流が行われており、2008年（平成20年）のブラジル日本移民100周年にブラジルサンパウロに巨大雪だるまが贈られている。2019年（令和元年）8月25日には北海道人ブラジル移住100周年記念事業として胆振東部地震での義援金に対するお礼メッセージと共にサンパウロに再び巨大雪だるまが贈られている。
2016年（平成28年）には30周年を迎えた雪だるま小包であったが、2018年（平成30年）9月6日に発生した胆振東部地震の影響で販売を中止して以降販売は行われていない。
なお、雪だるま小包の生みの親である真保は2020年（令和2年）2月1日に76歳で死去している。